# アグスタウェストランド リンクス
アグスタウェストランド リンクス
イギリス海軍のスーパーリンクス HMA.8
- 用途：輸送、武装、観測、対水上戦・対潜戦
- 分類：汎用ヘリコプター
- 製造者：アグスタウェストランド社
- 運用者

  -  イギリス（陸軍、海軍）
  -  フランス（フランス海軍）ほか
- 初飛行：1971年3月21日（WG13）
- 生産数：450機（2009年時点）
- 運用開始：1977年
- 運用状況：現役
- 派生型：アグスタウェストランド AW159

アグスタウェストランド リンクス（AgustaWestland Lynx）は、イギリスの航空機メーカー、ウェストランド社が開発したヘリコプター。軍用・民間用汎用ヘリコプターとして開発された。現在はアグスタウェストランド社が販売と製造を請け負っている。
ほとんどの機体は開発元のウェストランド社で製造されているが、フランス軍向けの機体はアエロスパシアル社（フランス）でライセンス生産された。1990年代より登場した改良型はスーパーリンクス（Super Lynx）と呼ばれ、海軍機として広く輸出された。

## イギリスでの使用状況
かつてイギリス軍において、リンクスは陸軍航空軍団（Army Air Corps / AAC）および艦隊航空隊（Fleet Air Arm / FAA）に配備されていた。
陸軍航空軍団からは2018年に、艦隊航空隊からは2017年に退役し、後継機であるアグスタウェストランド AW159に更新された。

### イギリス陸軍

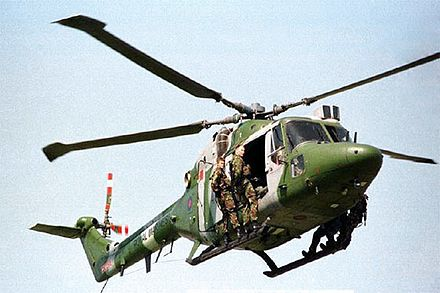
リンクス AH.7

イギリス陸軍は100機のリンクス AH（Attack Helicopterの略）を発注した。この型は攻撃型と呼ばれているが、戦術輸送、護衛、対戦車戦、偵察、傷病者後送を含む多様な任務に従事する。また、BGM-71 TOW対戦車ミサイルの運用のためマルコーニ・エリオット社製のAFCS 三軸安定化火器管制システムを搭載する。攻撃型のうちAH.7とAH.9は陸軍で攻撃ヘリコプターとして、AH.7は海兵隊の攻撃・汎用ヘリコプターとして運用されている。
イギリス軍でのリンクスの最初の実戦運用は、1982年のフォークランド紛争においてのことである。フォークランド紛争では数機のリンクスが失われたが、それらは戦闘によるものではない。輸送船「アトランティック・コンベアー」、42型駆逐艦「コヴェントリー」および21型フリゲート「アーデント」に搭載されていた機体が、それぞれの艦船が沈没したことにより失われたものである。
2000年9月10日のシエラレオネ人質救出作戦では、シエラレオネから11人のイギリス兵の救出にリンクスが出動している。最も直近の実戦はイラク戦争（2003年）である。

### イギリス海軍
イギリス海軍型のリンクス HASおよびHMAは、中距離魚雷投射ヘリコプター（MATCH）として、シースクア対艦ミサイルまたは魚雷・爆雷を装備して対潜戦に従事する。リンクスの最も顕著な戦績は、シースクアの運用によるものである。湾岸戦争（1991年）において、リンクスはイラク海軍の哨戒艇をシースクアで撃沈している。
演習から実戦、平和維持活動まで、様々な場面にイギリス海軍の艦艇が展開するとき、リンクスは必ず伴われるべき標準装備となっていた。

## 記録
1972年、ロイ・モクサム（Roy Moxam）の操縦によりリンクスは、時速321.74kmのヘリコプターの速度世界記録を樹立した。この直後には、100km周回コースでの速度記録、318.504kmを記録した。1986年には、特別な改修を施されたリンクスが、ジョン・エッギントン（John Egginton）の操縦により、時速400.87kmを記録した。

## 派生型
リンクスは長期にわたり生産が続けられ、多数の運用者を得た。それに伴い、多くの派生型が生産された。
ウェストランド WG.13
1971年3月21日に初飛行した試作機。
リンクス HT.3
イギリス空軍に提案された練習機。生産されず。
リンクス ACH
実験機。

### イギリス陸軍
リンクス AH.1
最初の量産型。イギリス陸軍のために100機以上が生産された。戦術輸送、護衛、対戦車戦、偵察、傷病者後送など多様な任務に従事する。
リンクス AH.1GT
イギリス陸軍用のAH.1の一時改修型。エンジンとテールローターに改修を加えた。
リンクス AH.7
イギリス陸軍用の攻撃型。BGM-71 TOW対戦車ミサイルの運用能力が付与された。また、キャビンにドアガンとしてL7汎用機関銃を取り付けるためのマウントも装備している。
リンクス AH.9（バトルフィールド・リンクス）
降着装置をスキッドから車輪へ変更。それに伴い、ギアボックスを強化している。
リンクス AH.9A
エンジンを換装したAH.9の改良型。パワーに与力が出たことでより強力なM3M重機関銃を搭載することが可能になった。

### イギリス海軍およびフランス海軍

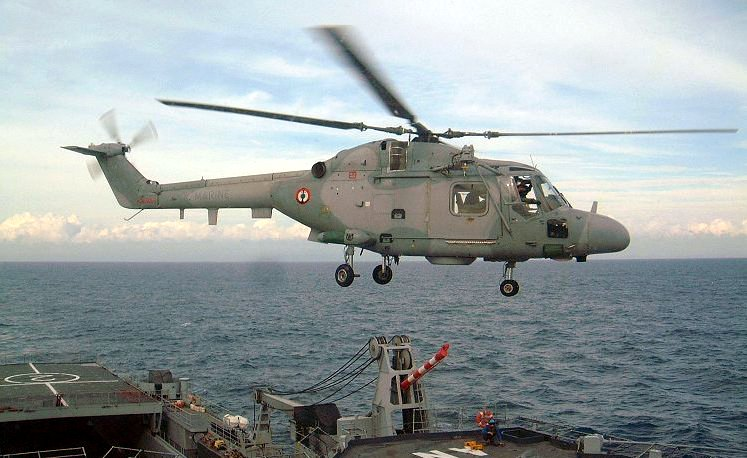
揚陸艦「ウラガン」から発艦するフランス海軍のリンクス

リンクス HAS.2
イギリス海軍およびフランス海軍用の最初の量産型。イギリス海軍ではウェストランド ワスプ HAS.1の後継となる中距離魚雷投射ヘリコプター（MATCH）として運用されているが、魚雷・爆雷による攻撃だけでなく、吊下式ソナーを搭載して索敵に当たることもできる。また、シースクア空対艦ミサイル（イギリス海軍）またはAS.12対舟艇ミサイル（フランス海軍）を搭載して対水上戦に従事することもある。
リンクス HAS.2(FN)
HAS.2のフランス海軍向け仕様機。
リンクス HAS.3
HAS.2のエンジンとギアボックスを改修した型。
リンクス HAS.3S
イギリス海軍用HAS.3の改良版。保全通信装置（secure radio systems）を追加。
リンクス HAS.3S(GM)
ペルシア湾での作戦用に改修された海軍型。GMとはペルシア湾用改修（Gulf Modification）の略。19機が改修。
リンクス HAS.3S(ICE)
極地活動用に改修された海軍型。2機が改修。
リンクス HAS.4(FN)
フランス海軍用性能向上型。
リンクス HMA.8（スーパーリンクス）
イギリス海軍用性能向上型。HMAとは海洋攻撃型（Helicopter Maritime Attack）の略。機首上部にFLIRを装備し、レーダーを機首下のレドームに移動した。

### 輸出型
リンクス Mk.21
HAS.2のブラジル海軍用輸出型。ブラジル海軍呼称はSAH-11。
スーパーリンクス Mk.21A
スーパーリンクスのブラジル海軍用輸出型。
スーパーリンクス Mk.21B
Mk.21Aのアップグレード型。エンジンとアビオニクスを換装している。ブラジル海軍呼称はAH-11B。
リンクス Mk.23
HAS.2のアルゼンチン海軍用輸出型。後日、ブラジルおよびデンマークに輸出。
リンクス Mk.25
HAS.2のオランダ海軍用輸出型。オランダ海軍呼称はUH-14A。
リンクス Mk.27
HAS.2のオランダ海軍用輸出型。オランダ海軍呼称はSH-14B。
リンクス Mk.28
AH.1のカタール国家警察用輸出型。
リンクス Mk.64
HAS.8の南アフリカ空軍用輸出型。
リンクス Mk.80
HAS.3のデンマーク海軍用輸出型。
リンクス Mk.81
HAS.2のオランダ海軍用輸出型。オランダ海軍呼称はSH-14C。
SH-14D
オランダ海軍向け性能向上型。FLIRと吊下式ソナーを追加装備。
リンクス Mk.86
HAS.2のノルウェー空軍用輸出型。
リンクス Mk.88
ドイツ海軍用輸出型。
スーパーリンクス Mk.88A
HAS.8のドイツ海軍用輸出型。
リンクス Mk.89
HAS.3のナイジェリア海軍用輸出型。
リンクス Mk.90
デンマーク海軍用輸出型。改良型はMk.90Aと呼称される。また、Mk.90とMk.90AをHAS.8仕様に改良したものはMk.90Bと呼称される。
スーパーリンクス Mk.95
HAS.8のポルトガル海軍用輸出型。
スーパーリンクス Mk.99
HAS.8の韓国海軍用輸出型。メインローターを改良したものはスーパーリンクス Mk.99Aと呼称される。
スーパーリンクス Mk.100
マレーシア海軍用輸出型。
スーパーリンクス Mk.110
タイ海軍用輸出型。
スーパーリンクス Mk.120
オマーン空軍用輸出型。
スーパーリンクス Mk.130
アルジェリア海軍用輸出型。
スーパーリンクス 300
スーパーリンクスのエンジンをCTS-800-4Nに変更したもの。

### 試作・計画のみ
AH.5
イギリス陸軍用の実験機。4機のみ製造。
AH.6
イギリス海兵隊用に提案された機種。生産されず。
Mk.22
エジプト海軍用輸出型。生産されず。
Mk.24
イラク軍用輸出型。生産されず。
Mk.26
イラク軍用輸出型。生産されず。
Mk.82
エジプト軍用輸出型。生産されず。
Mk.83
サウジアラビア軍用輸出型。生産されず。
Mk.84
カタール軍用輸出型。生産されず。
Mk.85
アラブ首長国連邦軍用輸出型。生産されず。
Mk.87
アルゼンチン海軍用輸出型。輸出禁止に。
バトルフィールド・リンクス800
輸出向けに提案。1992年に計画中止。

## 採用国

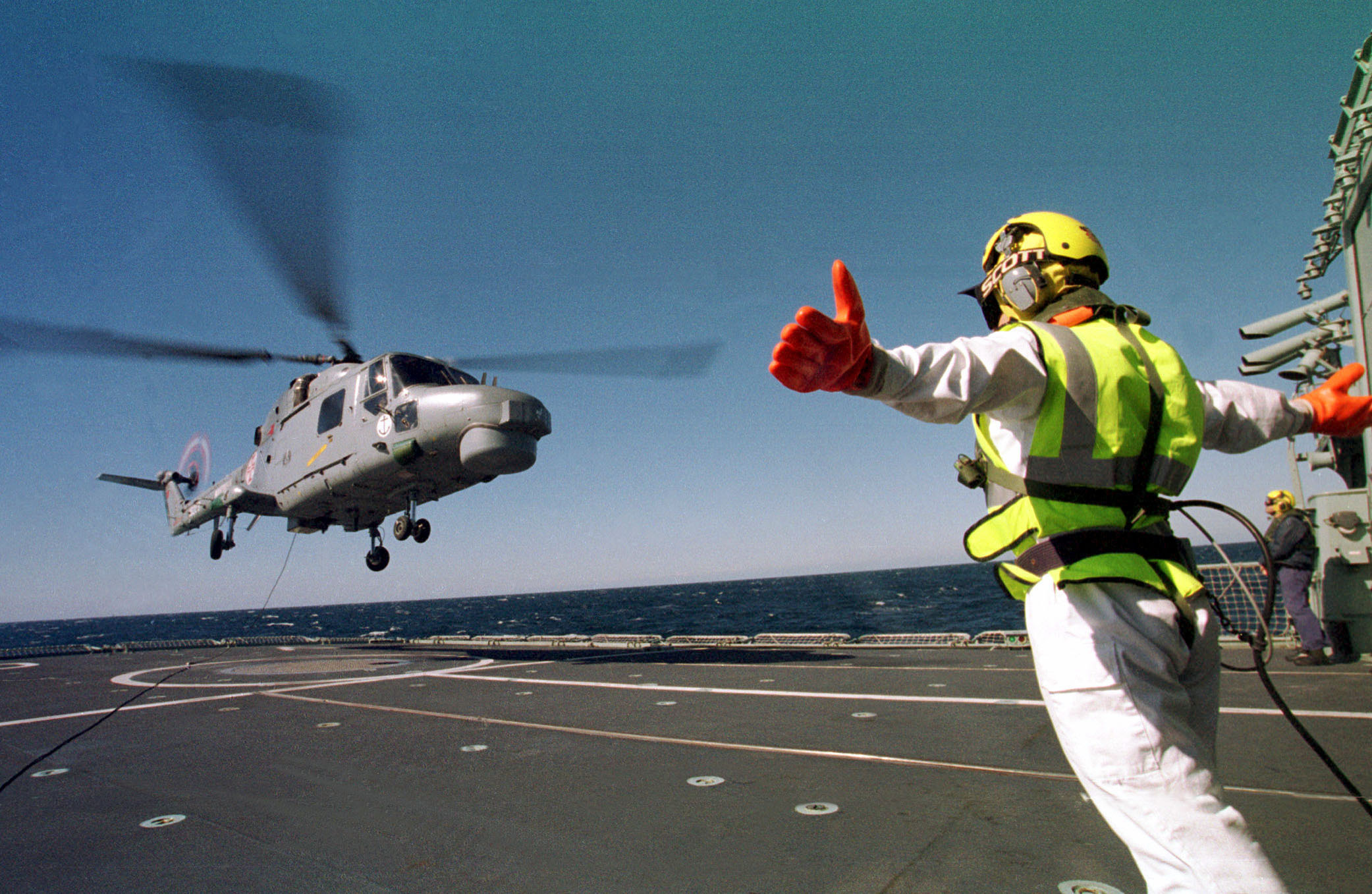
着艦中のポルトガル海軍のスーパーリンクス Mk.95

アルジェリア
- アルジェリア海軍

スーパーリンクス Mk.130を運用。
 アルゼンチン
- アルゼンチン海軍

納入が開始された直後にフォークランド紛争が勃発。2機のみ引き渡されて、以降は輸出禁止措置がとられた。
 ブラジル
- ブラジル海軍

リンクス Mk.21（SAH-11）、スーパーリンクス Mk.21A、スーパーリンクス Mk.21B（AH-11B）を運用。
 デンマーク
- デンマーク海軍

リンクス Mk.80、リンクス Mk.90、Mk.90A、Mk.90Bを運用。
 ドイツ
- ドイツ海軍

リンクス Mk.88、スーパーリンクス Mk.88Aを運用。
 フランス
- フランス海軍

リンクス HAS.2(FN)、リンクス HAS.4(FN)を運用。2020年8月、第34航空隊に属する5機のHAS.4(FN)が退役し、リンクスはフランス海軍からすべて退役した。
 韓国
- 韓国海軍

スーパーリンクス Mk.99を運用。
 マレーシア
- マレーシア海軍

スーパーリンクス Mk.100を運用。
 オランダ
- オランダ海軍

リンクス Mk.25（UH-14A）、リンクス Mk.27（SH-14B）、リンクス Mk.81（SH-14C）、SH-14Dを運用。
 ナイジェリア
- ナイジェリア海軍

リンクス Mk.89を運用。
 ノルウェー
6機のリンクス Mk.86を沿岸警備隊の警備艦で運用。ただし、運用は空軍の要員による。
 オマーン
- オマーン空軍

2023年時点で、オマーン空軍が15機のスーパーリンクスMk.300を保有している。
 パキスタン
- パキスタン海軍

対水上/対潜/輸送に使用。
 ポルトガル
- ポルトガル海軍

スーパーリンクス Mk.95を運用。
 カタール
- カタール国家警察

陸軍型を海外で唯一採用。SA 341 ガゼルとともに航空支援に使用したが、比較的短い運用に終わり、BAeに買い戻された。
 タイ
- タイ海軍

スーパーリンクス Mk.110を運用。
 イギリス
- イギリス陸軍
- イギリス海軍

 南アフリカ共和国
- 南アフリカ空軍

2023年時点で、南アフリカ空軍が4機のスーパーリンクス Mk.300を保有している。哨戒ヘリとして運用しているが、2023年時点で稼働機は1機に減少している。

## 性能・主要諸元
- 乗員：2名
- 最大乗組員：8名
- 全長：15.24m
- 全高：3.67m
- 主回転翼直径：12.80m
- 主回転翼面積：128.71m2
- 空虚重量：3.277t
- 最大離陸重量：5.33t
- 発動機：ロールス・ロイス ジェム 42-1 ターボシャフト（1,000hp, 746kW）×2
- 超過禁止速度：289km/h = M0.24
- 航続距離：528km
- 上昇率：606m/min
- 上昇限界：3,230m
- 武装
  - 標準武装：L7汎用機関銃またはM3M重機関銃
  - 海軍型：短魚雷×2またはシースクア空対艦ミサイル×4または爆雷×2
  - 陸軍型：BGM-71 TOW対戦車ミサイル×8、

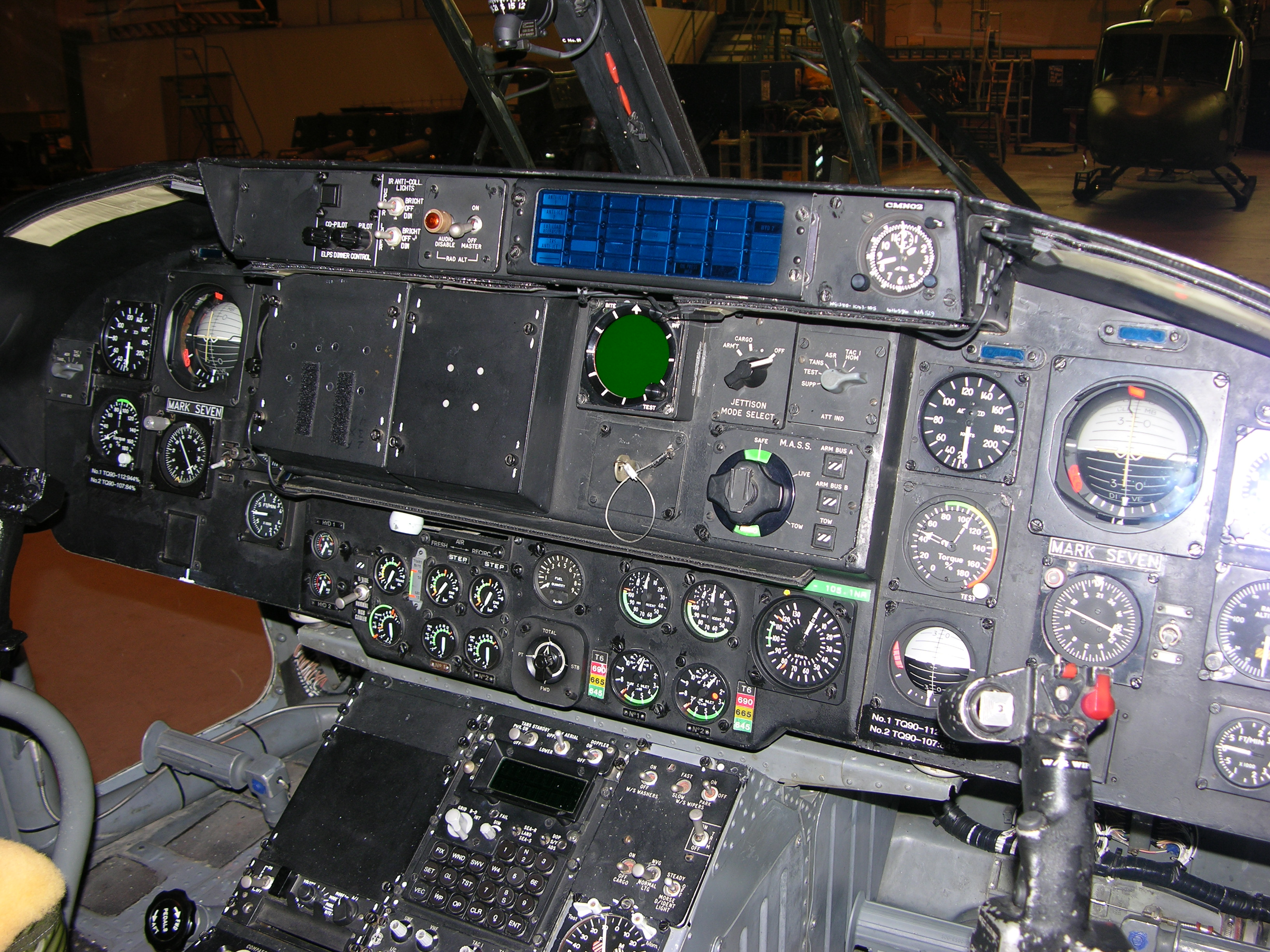
リンクス AH.7の計器盤
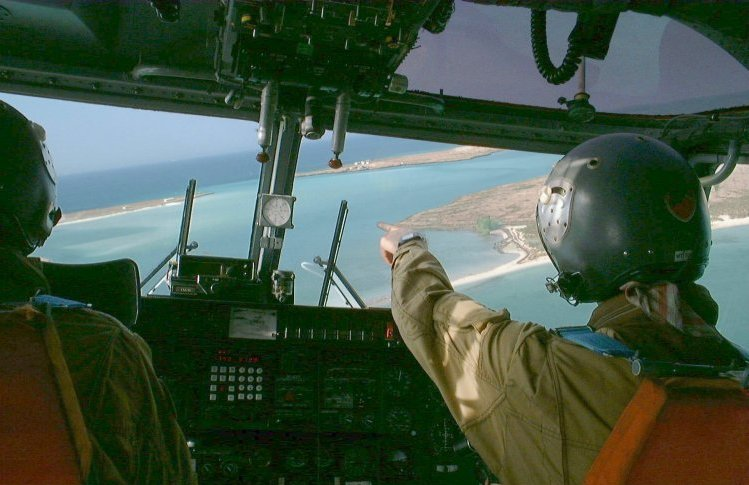
操縦席
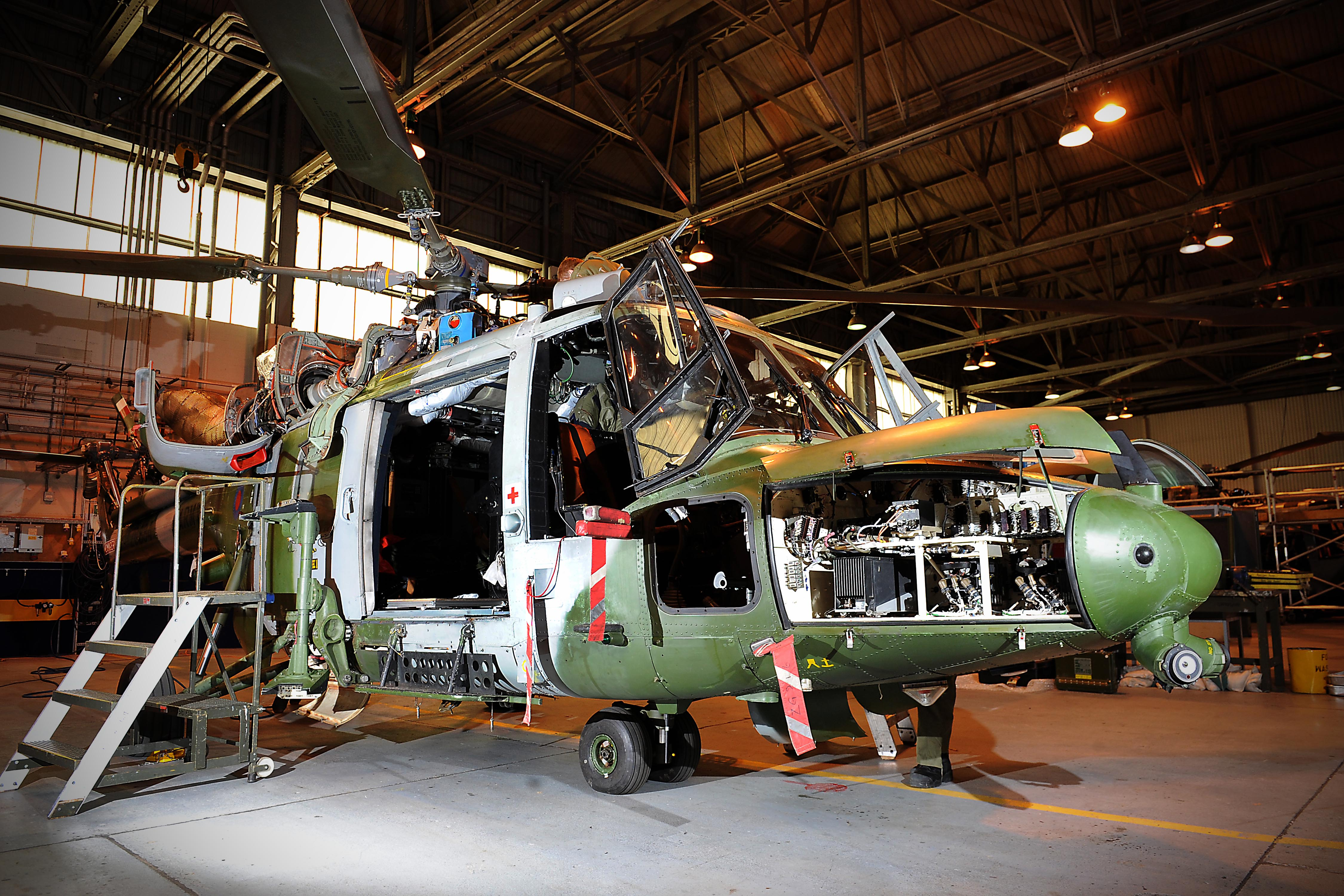
整備中のリンクス AH.9
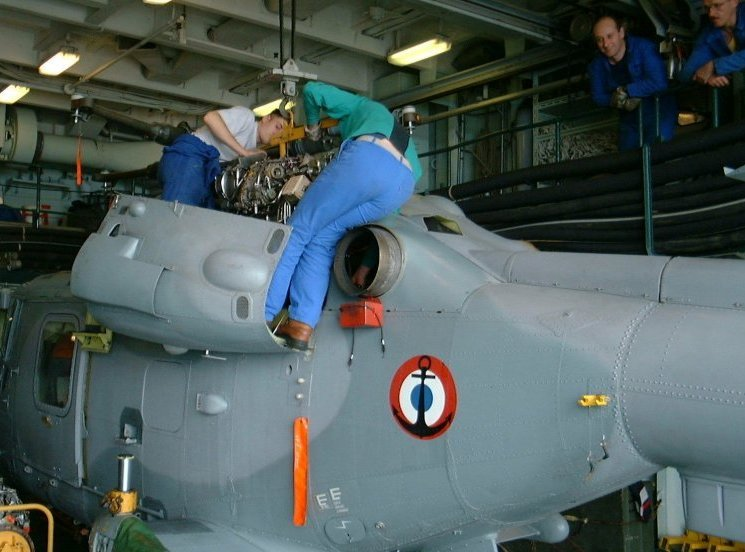
ターボシャフトエンジンの交換作業
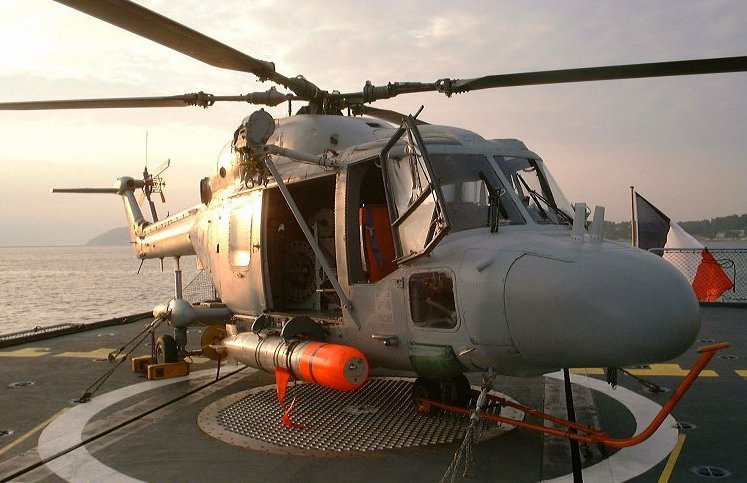
Mk.46魚雷を搭載するリンクス

## 登場作品

### ゲーム
『Wargame Red Dragon』
NATO陣営で使用可能なヘリコプターとしてHAS.2が登場する。
『War Thunder』
イギリスの「ヘリコプターツリー」に課金機体として登場する。
『コール オブ デューティ モダン・ウォーフェア3』
スペシャルオプス「Smack Town」にて、撃墜されたリンクスの残骸が置いてある。
『Modern Warships』
プレイヤーが操作できる艦載機としてスーパーリンクスが登場する。